# Indianapolis Tennis Championships 2009 - Qualificazioni singolare
Le qualificazioni del singolare  dell'Indianapolis Tennis Championships 2009 sono state un torneo di tennis preliminare per accedere alla fase finale della manifestazione. I vincitori dell'ultimo turno sono entrati di diritto nel tabellone principale. In caso di ritiro di uno o più giocatori aventi diritto a questi sono subentrati i lucky loser, ossia i giocatori che hanno perso nell'ultimo turno ma che avevano una classifica più alta rispetto agli altri partecipanti che avevano comunque perso nel turno finale.
Le qualificazioni del torneo Indianapolis Tennis Championships  2009 prevedevano 26 partecipanti di cui 4 sono entrati nel tabellone principale.

## Teste di serie
1. Jesse Levine (Qualificato)
2. Alex Bogomolov Jr. (Qualificato)
3. Gō Soeda (Qualificato)
4. Sébastien de Chaunac (Qualificato)

1. Luka Gregorc (secondo turno)
2. Xavier Malisse (ultimo turno)
3. Rik De Voest (ultimo turno)
4. Todd Widom (ultimo turno)

## Qualificati
1. Jesse Levine
2. Alex Bogomolov Jr.

1. Gō Soeda
2. Sébastien de Chaunac

## Tabellone

### Legenda
| - Q = Qualificato - WC = Wild card - LL = Lucky loser | - ALT = Alternate - SE = Special Exempt - PR = Protected Ranking | - w/o = Walkover - r = Ritirato - d = Squalificato |

### Sezione 1
|  | Primo turno    | Primo turno    | Primo turno    | Primo turno  | Primo turno |  |  | Secondo turno | Secondo turno  | Secondo turno  | Secondo turno  | Secondo turno  |    |   | Ultimo turno | Ultimo turno | Ultimo turno | Ultimo turno | Ultimo turno |  |
|  |                |                |                |              |             |  |  |               |                |                |                |                |    |   |              |              |              |              |              |  |
|  |                |                |                |              |             |  |  |               |                |                |                |                |    |   |              |              |              |              |              |  |
|  |                |                |                |              |             |  |  | 1             | Jesse Levine   | Jesse Levine   | 7              | 6              |    |   |              |              |              |              |              |  |
|  | Cecil Mamiit   | Cecil Mamiit   | Cecil Mamiit   | Cecil Mamiit | W-O         |  |  |               | Cecil Mamiit   | Cecil Mamiit   | 5              | 3              |    |   |              |              |              |              |              |  |
|  | Pedro Ast      | Pedro Ast      | Pedro Ast      | Pedro Ast    |             |  |  |               |                |                |                |                |    |   | 1            | Jesse Levine | Jesse Levine | 7            | 7            |  |
|  | Michael Rubin  | Michael Rubin  | Michael Rubin  | 6            | 6           |  |  |               |                | 6              | Xavier Malisse | Xavier Malisse | 65 | 5 |              |              |              |              |              |  |
|  | Ruben Gonzales | Ruben Gonzales | Ruben Gonzales | 3            | 3           |  |  |               | Michael Rubin  | Michael Rubin  | 2              | 2              |    |   |              |              |              |              |              |  |
|  |                |                |                |              |             |  |  | 6             | Xavier Malisse | Xavier Malisse | 6              | 6              |    |   |              |              |              |              |              |  |
|  |                |                |                |              |             |  |  |               |                |                |                |                |    |   |              |              |              |              |              |  |

### Sezione 2
|  | Primo turno            | Primo turno            | Primo turno            | Primo turno | Primo turno |  |  | Secondo turno | Secondo turno        | Secondo turno        | Secondo turno        | Secondo turno        |   |   | Ultimo turno | Ultimo turno       | Ultimo turno       | Ultimo turno | Ultimo turno |  |
|  |                        |                        |                        |             |             |  |  |               |                      |                      |                      |                      |   |   |              |                    |                    |              |              |  |
|  |                        |                        |                        |             |             |  |  |               |                      |                      |                      |                      |   |   |              |                    |                    |              |              |  |
|  |                        |                        |                        |             |             |  |  | 2             | Alex Bogomolov Jr.   | Alex Bogomolov Jr.   | 6                    | 6                    |   |   |              |                    |                    |              |              |  |
|  | Dennis Nevolo          | Dennis Nevolo          | Dennis Nevolo          | 6           | 6           |  |  |               | Dennis Nevolo        | Dennis Nevolo        | 3                    | 2                    |   |   |              |                    |                    |              |              |  |
|  | Javier Herrera-Eguiluz | Javier Herrera-Eguiluz | Javier Herrera-Eguiluz | 3           | 0           |  |  |               |                      |                      |                      |                      |   |   | 2            | Alex Bogomolov Jr. | Alex Bogomolov Jr. | 7            | 6            |  |
|  | Aisam-ul-Haq Qureshi   | Aisam-ul-Haq Qureshi   | 6                      | 1           | 6           |  |  |               |                      |                      | Aisam-ul-Haq Qureshi | Aisam-ul-Haq Qureshi | 5 | 4 |              |                    |                    |              |              |  |
|  | Joe Bates              | Joe Bates              | 3                      | 6           | 3           |  |  |               | Aisam-ul-Haq Qureshi | Aisam-ul-Haq Qureshi | 6                    | 7                    |   |   |              |                    |                    |              |              |  |
|  |                        |                        |                        |             |             |  |  | 5             | Luka Gregorc         | Luka Gregorc         | 3                    | 64                   |   |   |              |                    |                    |              |              |  |
|  |                        |                        |                        |             |             |  |  |               |                      |                      |                      |                      |   |   |              |                    |                    |              |              |  |

### Sezione 3
|  | Primo turno       | Primo turno       | Primo turno       | Primo turno | Primo turno |  |  | Secondo turno | Secondo turno     | Secondo turno     | Secondo turno | Secondo turno |   |   | Ultimo turno | Ultimo turno | Ultimo turno | Ultimo turno | Ultimo turno |  |
|  |                   |                   |                   |             |             |  |  |               |                   |                   |               |               |   |   |              |              |              |              |              |  |
|  |                   |                   |                   |             |             |  |  |               |                   |                   |               |               |   |   |              |              |              |              |              |  |
|  |                   |                   |                   |             |             |  |  | 3             | Gō Soeda          | Gō Soeda          | 7             | 7             |   |   |              |              |              |              |              |  |
|  | Frédéric Niemeyer | Frédéric Niemeyer | 6                 | 4           | 7           |  |  |               | Frédéric Niemeyer | Frédéric Niemeyer | 64            | 5             |   |   |              |              |              |              |              |  |
|  | Samuel Groth      | Samuel Groth      | 4                 | 6           | 69          |  |  |               |                   |                   |               |               |   |   | 3            | Gō Soeda     | 3            | 6            | 6            |  |
|  | Matthew Allare    | Matthew Allare    | Matthew Allare    | 7           | 6           |  |  |               |                   | 7                 | Rik De Voest  | 6             | 3 | 4 |              |              |              |              |              |  |
|  | Ashwin Kumar      | Ashwin Kumar      | Ashwin Kumar      | 5           | 3           |  |  |               | Matthew Allare    | Matthew Allare    | 1             | 64            |   |   |              |              |              |              |              |  |
|  | 7                 | Rik De Voest      | Rik De Voest      | 6           | 6           |  |  | 7             | Rik De Voest      | Rik De Voest      | 6             | 7             |   |   |              |              |              |              |              |  |
|  |                   | Jonathan Tragardh | Jonathan Tragardh | 1           | 1           |  |  |               |                   |                   |               |               |   |   |              |              |              |              |              |  |

### Sezione 4
|  | Primo turno          | Primo turno          | Primo turno          | Primo turno | Primo turno |  |  | Secondo turno | Secondo turno        | Secondo turno        | Secondo turno | Secondo turno |   |   | Ultimo turno | Ultimo turno         | Ultimo turno         | Ultimo turno | Ultimo turno |  |
|  |                      |                      |                      |             |             |  |  |               |                      |                      |               |               |   |   |              |                      |                      |              |              |  |
|  |                      |                      |                      |             |             |  |  |               |                      |                      |               |               |   |   |              |                      |                      |              |              |  |
|  |                      |                      |                      |             |             |  |  | 4             | Sébastien de Chaunac | Sébastien de Chaunac | 6             | 6             |   |   |              |                      |                      |              |              |  |
|  | Jeff Tarango         | Jeff Tarango         | 6                    | 4           | 7           |  |  |               | Jeff Tarango         | Jeff Tarango         | 3             | 4             |   |   |              |                      |                      |              |              |  |
|  | Taylor Fogleman      | Taylor Fogleman      | 0                    | 6           | 65          |  |  |               |                      |                      |               |               |   |   | 4            | Sébastien de Chaunac | Sébastien de Chaunac | 6            | 6            |  |
|  | Frank Moser          | Frank Moser          | Frank Moser          | 6           | 6           |  |  |               |                      | 8                    | Todd Widom    | Todd Widom    | 1 | 3 |              |                      |                      |              |              |  |
|  | Juan-Francisco Spina | Juan-Francisco Spina | Juan-Francisco Spina | 3           | 3           |  |  |               | Frank Moser          | Frank Moser          | 1             | 1             |   |   |              |                      |                      |              |              |  |
|  | 8                    | Todd Widom           | 6                    | 5           | 7           |  |  | 8             | Todd Widom           | Todd Widom           | 6             | 6             |   |   |              |                      |                      |              |              |  |
|  |                      | Bryan Koniecko       | 4                    | 7           | 5           |  |  |               |                      |                      |               |               |   |   |              |                      |                      |              |              |  |